# Дебіторська заборгованість
Дебіторська заборгованість, рахунки до одержання (Accounts Receivable) — суми, які нараховуються підприємству від покупців за товари або послуги, продані в борг. В балансі підприємства записуються як активи.
Дебітори — це юридичні та фізичні особи, які внаслідок минулих подій заборгували підприємству певні суми грошових коштів, їх еквівалентів або інших активів.
За терміном погашення розрізняють: довгострокову та поточну дебіторську заборгованість.
Поточна дебіторська заборгованість — це сума дебіторської заборгованості, яка виникає в ході нормального операційного циклу або буде погашена протягом дванадцяти місяців з дати балансу.
Довгострокова дебіторська заборгованість — це сума дебіторської заборгованості, яка не виникає в ході нормального операційного циклу та буде погашена після дванадцяти місяців з дати балансу.
Дебіторська заборгованість буває забезпечена (векселями) та незабезпечена.
Дебіторська заборгованість поділяється на:
- безнадійну;
- сумнівну;
- дійсну.

Залежно від виникнення дебіторська заборгованість поділяється на:
- дебіторську заборгованість за роботи, товари, послуги;
- векселі отримані;
- дебіторську заборгованість за розрахунками;
- іншу поточну дебіторську заборгованість.

## Джерело
- Глосарій Менеджмент.com.ua [Архівовано 16 грудня 2008 у Wayback Machine.]
- Як уникнути дебіторської заборгованості: поради юриста [Архівовано 8 червня 2018 у Wayback Machine.]